# Polop
Polop ist eine Gemeinde im Südosten von Spanien in der Provinz Alicante in der Valencianischen Gemeinschaft. 2024 hatte die Gemeinde 5.650 Einwohner.

## Geografie
Die Gemeinde grenzt an die Gemeinden Benidorm, Benimantell, Callosa d'en Sarrià, Finestrat, Guadalest und La Nucia.

## Demografie
| 1842 | 1900 | 1930 | 1950 | 1970 | 1981 | 1991 | 2001 | 2011 |
| ---- | ---- | ---- | ---- | ---- | ---- | ---- | ---- | ---- |
| 1902 | 1714 | 1569 | 1445 | 1574 | 1738 | 1855 | 2300 | 4159 |